# Jeanne Added
Jeanne Added (Reims, 25 settembre 1980) è una cantautrice francese.

## Biografia
Jeanne Aded è salita alla ribalta nel 2015, con la pubblicazione del suo secondo album in studio Be Sensational, che si è piazzato in 35ª posizione nella classifica francese e in 87ª in quella belga e che è stato candidato nella categoria Album rivelazione dell'anno ai Victories de la musique. È stato promosso dal singolo Look at Them, piazzatosi alla 26ª posizione in madrepatria. Il secondo disco, intitolato Radiate, ha raggiunto la 18ª posizione in Francia, la 61ª in Belgio e la 53ª in Svizzera. Alla cerimonia Victories de la musique 2019 la cantante ha vinto due premi: Miglior artista femminile e Miglior album rock per Radiate.

## Discografia

### Album in studio
- 2011 – Yes is a Pleasant Country
- 2015 – Be Sensational
- 2019 – Radiate
- 2022 - By Your Side

### EP
- 2011 – EP#1
- 2015 – EP
- 2019 – Radiate (Alternative Takes)
- 2020 - Air

### Singoli
- 2015 – A War Is Coming
- 2015 – Look At Them